# Alexander Filippowitsch Kokorinow

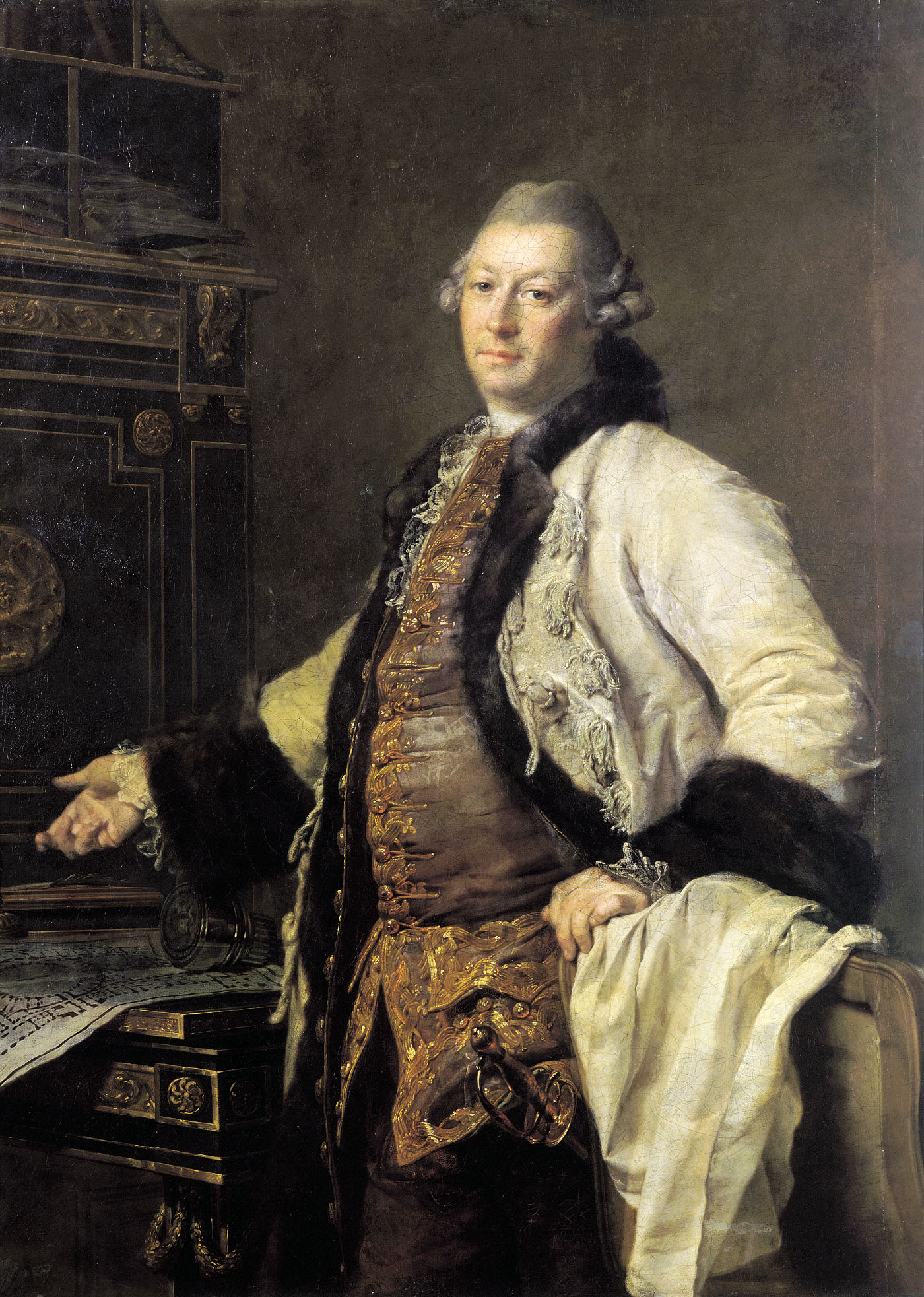
Alexander Kokorinow

Alexander Filippowitsch Kokorinow (russisch Александр Филиппович Кокоринов; * 29. Junijul. / 10. Juli 1726greg. in Tobolsk; † 10. Märzjul. / 21. März 1772greg. in Sankt Petersburg) war ein russischer Architekt.
Kokorinow war ein Vertreter des Frühklassizismus. Er plante die Russische Kunstakademie und ein Palais für den Grafen Rasumowski in Sankt Petersburg.